# Алма и како је добила име
Алма и како је добила име је дечја сликовница из 2018. године ауторке Хуане Мартинез-Нил. Алма, чије је пуно име Алма Софија Есперанса Хосе Пура Кандела, мисли да има превише имена, па пита свог оца о њима. Он објашњава у чију част је добила име. Књига је настала услед искуства Мартинез-Нил са перуанским имигрантима и рођења њене деце. Књига је добила добре критике и награду Калдекот 2019. године за своје илустрације. Илустрације графитом и дрвеним бојицама садрже само неколико боја, укључујући плаву и ружичасту. Мартинез-Нил се надала да ће евокирати осећај фото-албума, у складу са темом породице у књизи.

## Позадина и публикација
Хуана Мартинез-Нил се преселила у Сједињене Државе у својим двадесетим годинама. Као имигранткиња, борила се са својим идентитетом, пре него што је одлучила да је „моја култура део мог целокупног личног идентитета и да желим да пренесем своју културу својој деци“. Као део те жеље, отприлике у то време почела је да пише и илуструје дечје књиге. Алму је засновала на сопственим искуствима одрастања и слушању прича својих рођака. Њен агент, Стефани фон Борстел, предложила је књигу, са примерима илустрација, разним издавачима, од којих је седам одабрано за аукцију. Candlewick Press је на крају изабран за издавача.
Књига је објављена на енглеском и шпанском језику 10. априла 2018. године. Ово истовремено објављивање било је важно за Мартинез-Нил и било је део процеса аукције књиге.

## Писање и илустрације
Књига је илустрована графитом и дрвеним бојицама. Оне су створиле, речима рецензенткиње часописа The Horn Book, Меган Дауд Ламберт, „меку текстуру“. Мартинез-Нил се надала да ће створити „осећај старог породичног фото-албума“. Такође, речима Емили Прабхакер из The Horn Book, „наглашава Алмин ауторитет кроз целу књигу. Видимо је као списатељицу кроз њен рукопис и као уметницу у приказима њених графитних цртежа“. Коришћењем плавих и ружичастих тонова, надала се да ће помоћи у разликовању онога што се дешавало у садашњости од прошлости. Сама Алма је илустрована у истој крем боји као и позадина.
Породица игра важну улогу у причи. Име сваког члана породице је јединствено потписано, што одражава интересовање Мартинез-Нил за типографију и њену наду да ће овај потпис помоћи да се изрази личност члана породице. Она је такође у илустрације уградила референце на Алмино перуанско порекло. Кроз очеве приче, Алма повезује себе са члановима породице по којима је добила име. Ово укључује Алмин контакт очима са својим прецима док замишља приче које јој отац прича. Међутим, завршни стих такође сугерише начин на који ће Алмина прича бити јединствена, јер јој отац саветује: „Направићеш своју причу“.

## Пријем и награде
Књига је генерално добила добре критике. Добила је одличне критике од часописа Publishers Weekly, који је књигу назвао „победником“ и School Library Journal, где је рецензент Дарил Грабарек сумирао књигу као „прелепо илустровану, нежну причу коју треба поделити са свом децом“. У позитивној рецензији, Џулија Смит је у часопису Booklist похвалила илустрације: „Мартинез-Нил оживљава своју нежну причу кроз прелепе уметничке радове од графита и дрвених бојица на кремастој позадини“.
Књига је 2019. године добила награду Калдекот за своје илустрације, а одбор је написао како „Мартинез-Нил користи размазану графитну оловку и дрвене бојице да би пренела меку палету која нежно преноси читаоце у богату прошлост Алминих предака“. Мартинез-Нил је изразила свој понос као Перуанка због освајања награде и да је освајање Калдекот награде „признање за све године које су биле потребне да се дође до овог места, да се развије дело, да се пронађе мој глас... укључујући и оне године када сам осећала да не знам шта радим“.